# Trichomycterus itatiayae
Trichomycterus itatiayae är en fiskart som beskrevs av Miranda Ribeiro, 1906. Trichomycterus itatiayae ingår i släktet Trichomycterus och familjen Trichomycteridae. Inga underarter finns listade i Catalogue of Life.